# Araçoiaba da Serra
Araçoiaba da Serra es un municipio brasileño del estado de San Paulo. Se localiza a una altitud de 625 metros. Su población estimada en 2007 era de 24.022 habitantes con un área de 255,5  km². 

## Geografía
Límites
- Norte: Iperó
- Sur: Sarapuí y Salto de Pirapora
- Este: Sorocaba
- Oeste: Capilla del Alto, Alambari y Itapetininga.

### Hidrografía
- Río Sorocaba
- Río Sarapuí

### Carreteras
- SP-270 - Autopista Raposo Tavares.
- SP-141 Tatuí-Capilla del Alto (Carretera Senador Laurindo Dias Minhoto).
- SP 268-Carretera Concejal Juán Antonio Nunes.